# Tantrix
Tantrix to gra logiczna polegająca na tworzeniu kolorowych linii i pętli, którą stworzył Mike McManaway z Nowej Zelandii. Składa się z 56 ręcznie malowanych, sześciokątnych płytek. Na każdej z nich są trzy linie. Mogą to być proste oraz małe i duże łuki. Każda linia ma jeden z czterech kolorów: czerwony, żółty, zielony, niebieski. Nie ma dwóch identycznych płytek i każda ma swój indywidualny numer.

## Rozgrywka
W rozgrywce od 2 do 4 osób każdy gracz wybiera jeden kolor, który będzie układał, a następnie losuje 6 płytek. Gracze kolejno dokładają kostki, wydłużając swoją linię lub dążąc do ułożenia pętli. Muszą zwracać uwagę, aby drogi powstające przy okazji także były w jednym kolorze. Po każdym wyłożeniu płytki dobiera się następną. Czasem zdarza się, że trzeba wykonać więcej niż jeden ruch.
Gdy zostanie utworzone miejsce otoczone z trzech stron płytkami, gracz, który jest przy głosie i posiada płytkę pasującą w to miejsce, musi ją w nie położyć (jest to tzw. miejsce przymusu). Dopiero po wypełnieniu wszystkich takich miejsc można położyć płytkę w wybranym przez siebie miejscu, ale trzeba przestrzegać trzech zasad:
1. Nie wolno tworzyć miejsc, które są ograniczone z trzech stron tym samym kolorem.
2. Nie wolno kłaść płytki obok miejsca przymusu.
3. Nie wolno położyć płytki na krawędzi powstałej na przedłużeniu miejsca przymusu.

Gra kończy się, gdy wszystkie płytki zostaną wykorzystane, a zwycięzcą jest gracz, którego droga, bądź pętla jest najbardziej wartościowa.
Jeśli chcemy zagrać samemu mamy do dyspozycji trzy rodzaje zabawy:
- Odkrywanka – układamy pętle z kolejno ponumerowanych płytek
- Układanka tęczowa – tworzymy układanki z wykorzystaniem płytek w odpowiednim kolorze
- Układanka Soliter – układamy czerwoną pętlę z 14 elementów

## Historia

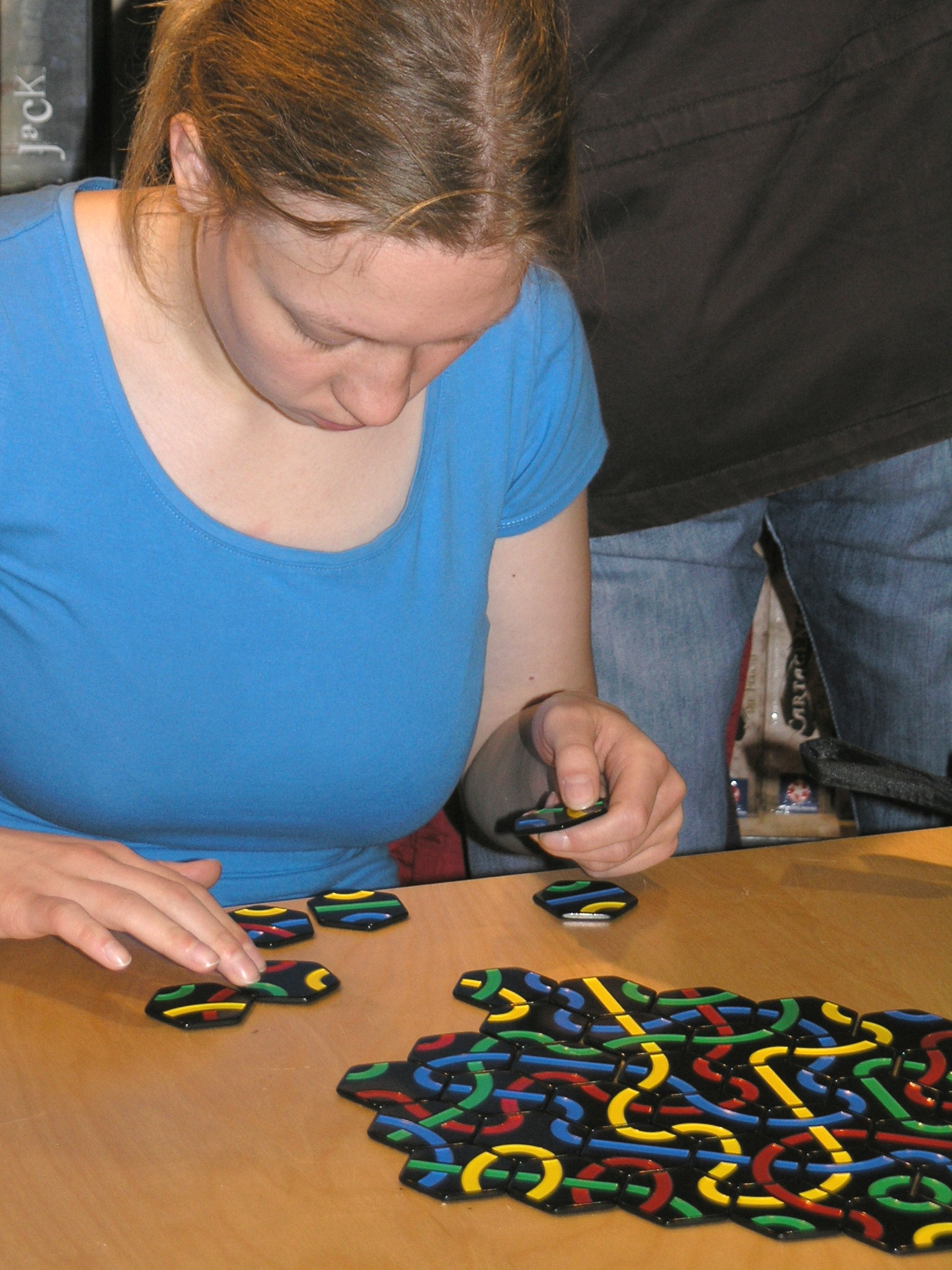
Tantrix

Pierwsza wersja gry powstała w 1987 roku i nazywała się Grą umysłu. Składała się z 64 tekturowych części i sześciokątnej planszy. Linie były w dwóch kolorach: czerwonym i czarnym. W 1991 znikła plansza, gra otrzymała nazwę Tantrix i dodano dwa kolejne kolory.
W internecie Tantrix pojawił się w roku 1996. Zaczęła działać strona Playtantrix.com na której można było grać on-line w czasie rzeczywistym. Po roku powstał Tantrix.com i jest to obecnie używana strona.
Obecnie dostępne są trzy rodzaje zestawów:
- Tantrix Discovery - składa się z 10 części, zaczynamy układać pętlę od 3 i stopniowo utrudniamy sobie zadanie dodając po jednym elemencie.
- Super 5 Puzzles - 5 zestawów (składających się z 10 lub 12 elementów) o różnych poziomach trudności: Junior, Student, Profesor, Mistrz i Geniusz
- Tantrix game pack - największy, składa się z 56 płytek i zawiera wszystkie układanki i gry od początku istnienia Tantrix[1]